# Chrysolina timarchoides
Chrysolina timarchoides es un coleóptero de la familia Chrysomelidae.
Fue descrita científicamente en 1882 por Brisout.